# Argyrophylax contracta
Argyrophylax contracta là một loài ruồi trong họ Tachinidae.